# Museo de la Fuerza Aérea de Israel
El Museo de la Fuerza Aérea de Israel está situado cerca de la ciudad israelí de Beerseba en el desierto del Néguev.
El museo fue fundado en 1977 y está abierto al público desde 1991. El museo exhibe una variedad de aeronaves militares de la Fuerza Aérea de Israel y aeronaves extranjeras, así como armas antiaéreas.